# Казе Волта (Болоња)
Казе Волта (итал. Case Volta) је насеље у Италији у округу Болоња, региону Емилија-Ромања.
Према процени из 2011. у насељу је живело 37 становника. Насеље се налази на надморској висини од 21 м.